# كأس الأمير 1986–87
أقيمت بطولة كأس الأمير السادسة والعشرون في موسم 1986/1987، وقد شارك في البطولة جميع الفرق الأربعة عشر.

## الفرق المشاركة
- نادي القادسية الكويتي
- نادي السالمية
- نادي النصر الكويتي
- نادي خيطان
- نادي الشباب الكويتي
- نادي التضامن الكويتي
- نادي اليرموك
- نادي الساحل الكويتي
- نادي الكويت
- نادي الجهراء
- نادي العربي الكويتي
- نادي الصليبيخات
- نادي كاظمة
- نادي الفحيحيل

## الدور التمهيدي
- نادي القادسية الكويتي × نادي السالمية (1:3)
- نادي النصر الكويتي × نادي خيطان (1:3)
- نادي التضامن الكويتي × نادي اليرموك (2:4)
- نادي الساحل الكويتي × نادي الشباب الكويتي (3:5)
- نادي الكويت × نادي الجهراء (0:3)
- نادي العربي الكويتي × نادي الصليبيخات (0:1)

## الدور الربع نهائي
- نادي النصر الكويتي × نادي القادسية الكويتي (5:6) ضربات جزاء ترجيحية.
- نادي الكويت × نادي الفحيحيل (3:4)
- نادي كاظمة × نادي العربي الكويتي (3:5)
- نادي التضامن الكويتي × نادي الساحل الكويتي (5:6) ضربات جزاء ترجيحية.

## الدور النصف نهائي
- نادي الكويت × نادي النصر الكويتي (1:5) ضربات جزاء ترجيحية.
- نادي التضامن الكويتي × نادي كاظمة (0:1)

## مباراة تحديد المركزين الثالث والرابع
- نادي النصر الكويتي × نادي كاظمة (0:1)

## النهائي
- نادي الكويت × نادي التضامن الكويتي (2:4)

سجل أهداف الكويت:
- خالد الشريدة
- عبد العزيز العنبري
- صلاح الحساوي
- بدر العنبري

سجل هدفي التضامن:
- مبارك مرزوق
- أسامة البناي

## هداف البطولة
- مبارك مرزوق (التضامن) وخالد الشليمي (النصر) وصلاح الحساوي (الكويت) 4 أهداف.